# Dildo (Terre-Neuve-et-Labrador)
Pour les articles homonymes, voir Dildo.
Dildo est une communauté anglophone canadienne située sur la péninsule d'Avalon de l'île de Terre-Neuve dans la province de Terre-Neuve-et-Labrador. Le village est accessible par la route 80. Le nom de la ville lui a valu une certaine notoriété.
En août 2019, le talk-show américain Jimmy Kimmel Live! concentré sur Dildo au fil des épisodes. Dans le cadre de l'activité, l'hôte Jimmy Kimmel a été nommé maire honoraire de Dildo (la communauté non constituée en société n'a pas de maire élu), et Guillermo Rodriguez, un humoriste qui travaille avec Kimmel, a été nommé citoyen honoraire de Dildo grâce à la tradition terre-neuvienne de screeching in (embrasser une morue)[Quoi ?], le 15 août 2019 diffusion de l'émission. Rodriguez a visité Dildo pendant une semaine.   

## Galerie
|  |  |  |

## Annexe